# Filago eriocephala
Filago eriocephala es una planta de la familia de las asteráceas.

## Descripción
Planta anual, lanuda blanco-grisácea; tallos de erectos a extendidos. Hojas oblongo-lanceoladas, de 8-24 mm de largo; brácteas ampliamente lanceoladas. Capítulos amarillentos, cada uno de 3-4 mm de largo, pero agrupados en densos grupos oblongos de 30-50, no sobrepasados por las hojas superiores; brácteas involucrales de 3 mm de largo.

## Hábitat
Garrigas, maquias, en lugares secos, laderas, viñedos, olivares, grietas rocosas, plantaciones de cipreses. Florece en primavera.

## Distribución
Todo el Mediterráneo, excepto la península ibérica y Baleares
- Datos: Q1412455
- Especies: Filago eriocephala